# Joseph Magnan
Joseph Magnan (1896-1976) est un général français de la Seconde Guerre mondiale, grand-croix de la Légion d'honneur.
Au cours de celle-ci, il commande la 9e division d'infanterie coloniale, qui, après la conquête de l'île d'Elbe et le débarquement de Provence, participe à la Libération de la France.

## Biographie

### Première Guerre mondiale
Saint-Cyrien de la promotion « La Dernière de la Grande Guerre » (1919-1921), il participe dans l'infanterie à la Première Guerre mondiale où il obtient 8 citations.

### Entre-deux-guerres
Après guerre, il intègre ensuite l'infanterie coloniale et sert comme officier méhariste dans l'est du Niger où il est cité pour une action menée près du Tibesti.

### Seconde Guerre mondiale
Il sert ensuite au Maroc où au début de la Seconde Guerre mondiale, il commande le régiment d'infanterie coloniale du Maroc (le RICM).
Avec le général Bethouart et le colonel Molle, il facilite le débarquement allié en Afrique du Nord de novembre 1942.
En février 1943, il prend le commandement du Corps francs d'Afrique. Il combat alors les Allemands pendant la campagne de Tunisie, le long de la côte, entre le cap Serrat et Bizerte qu'il libère le 8 mai 1943. À la suite de ce fait d'armes, il est nommé général.
En janvier 1944, il est nommé à la tête de la 9e division d’infanterie coloniale (9e DIC) avec laquelle il va mener la première opération de guerre de la nouvellement constituée Première armée française en prenant l'île d'Elbe. Il participe ensuite au débarquement de Provence et sa division libère Toulon (il en serait fait citoyen d'honneur). Il combat ensuite dans le Jura, perçant les lignes allemandes entre Pont-de-Roide et le Doubs, puis autour de Mulhouse.

### Après guerre
Après guerre, il poursuit sa carrière dans l'armée. Il est gouverneur militaire de Lyon entre 1951 et 1954 puis termine comme Inspecteur général de la Défense en surface du territoire métropolitain, avant de quitter le service actif en 1957.

## Hommages
Plusieurs voies publiques sont nommées d'après lui dans le Var : 
- Avenue du Général-Magnan, à Toulon
- Place du Général-Magnan à Cuers
- Avenue Général-Magnan à Solliès-Pont